# Azer Badamov
Azer Badamov est un homme politique azerbaïdjanais, membre des IVe, Ve, VIe législatures de l'Assemblée nationale d'Azerbaïdjan.

## Biographie
Azer Badamov est né le 18 août 1968 dans la région de Qusar. Il est diplômé de la faculté des produits non alimentaires et de l'organisation du commerce de l'université de technologie d'Azerbaïdjan. Il parle russe.

### Carrière
Il est membre du Comité de politique agraire de l'Assemblée nationale, du Comité des syndicats publics et des institutions religieuses. Il est le chef du groupe de travail sur les relations interparlementaires Azerbaïdjan-Chili, membre des groupes de travail sur les relations avec les parlements d'Australie et de Nouvelle-Zélande, de Biélorussie, du Danemark, de Suède, du Kazakhstan, du Pakistan, du Portugal, de Russie et du Tadjikistan.
Il est membre de la commission interparlementaire sur la coopération bilatérale de l'Assemblée nationale de la république d'Azerbaïdjan et de l'Assemblée fédérale de la fédération de Russie.

### Famille
Azer Badamov est marié et a deux enfants.